# Otterswiller
Otterswiller település Franciaországban, Bas-Rhin megyében. Lakosainak száma 1306 fő (2022. január 1.). Otterswiller Gottenhouse, Marmoutier, Saverne és Schwenheim községekkel határos.

## Népesség
A település népességének változása:
| Lakosok száma | 1362 | 1352 | 1379 | 1339 | 1333 | 1312 | 1311 | 1303 | 1306 |
|               | 2013 | 2015 | 2016 | 2017 | 2018 | 2019 | 2020 | 2021 | 2022 |